# 173
173 (сто седемдесет и трета) година по юлианския календар е невисокосна година, започваща в четвъртък. Това е 173-та година от новата ера, 173-та година от първото хилядолетие, 73-та година от 2 век, 3-та година от 8-о десетилетие на 2 век, 4-та година от 170-те години. В Рим е наричана Година на консулството на Север и Помпеян (или по-рядко – 926 Ab urbe condita, „926-а година от основаването на града“).

## Събития
- Консули в Рим са Гней Клавдий Север и Тиберий Клавдий Помпеян.

## Родени
- Максимин Трак – римски император (починал 238 г.)